# Ікбол
Ікбо́л (тадж. Иқбол) — село у складі Хатлонської області Таджикистану. Входить до складу джамоату імені Саїдкула Турдієва району імені Мір Саїда Алії Хамадоні.
Село розташоване на арику Дехкан.
Назва означає щастя. Колишня назва — Отділення № 3 совхоза імені Турдиєва.
Населення — 915 осіб (2010; 903 в 2009).